# FC Porto (basket-ball)
Le FC Porto est un club portugais de basket-ball évoluant en LPB (Liga Portuguesa de Basquetebol) soit le plus haut niveau du championnat portugais. Le club, section du club omnisports Futebol Clube do Porto, est basé dans la ville de Porto.

## Palmarès
National
- Champion du Portugal (12) : 1952, 1953, 1972, 1979, 1980, 1983, 1996, 1997, 1999, 2004, 2011 et 2016.
- Coupe du Portugal (16) : 1979, 1986, 1987, 1988, 1991, 1997, 1999, 2000, 2004, 2006, 2007, 2010, 2012, 2019, 2024 et 2025.
- Coupe de la ligue du Portugal (8) : 2000, 2002, 2004, 2008, 2010, 2012, 2016 et 2021.
- Supercoupe du Portugal (8) : 1986, 1997, 1999, 2004, 2011, 2016, 2019 et 2024.
- Champion du Portugal de seconde division (4) : 1948, 1950, 2014 et 2015.
- Trophée António Pratas (1) : 2012.
- Trophée António Pratas - Proliga (1) : 2015.
- Tournoi des champions (1) : 2006.

## Entraîneurs successifs
- 2006-2009 :  Alberto Babo
- 2009-2022 :  Moncho López
- Depuis 2022 :  Fernando Sá

## Joueurs célèbres ou marquants
| - Dale Dover - Tó Ferreira - Fernando Sá - Júlio Matos - Jared Miller | - Kevin Nixon - Rogelio Legasa - Wayne Engelstad - Paulo Pinto - Scott Stewart | - Rui Santos - João Rocha - Nuno Marçal - Paulo Cunha - Heshimu Evans |

## Sources et références
1. ↑  Seuls les principaux titres en compétitions officielles sont indiqués ici.